# البندقية الآلية طراز 95
البندقية الآلية طراز 95 أو البندقية 95 أو QBZ-95 هي بندقية هجومية صممتها وصنعتها شركة نورينكو ، وتم تنتجها منذ عام 1995 كبندقية الخدمة لجيش التحرير الشعبي الصيني ، والشرطة المسلحة الشعبية، ومختلف وكالات إنفاذ القانون شبه العسكرية في جمهورية الصين الشعبية. يشير تسمية البندقية "QBZ" إلى "سلاح خفيف" ( Qīng Wŭqì ) - "بندقية" ( Bùqiāng ) - "آلي" ( Zìdòng )"، بما يتفق مع معايير الترميز لصناعة الدفاع الصينية.
بندقية QBZ-95 هي البندقية الرائدة في عائلة البنادق من طراز 95، وهي عائلة من الأسلحة النارية تشترك في تصميم مشترك، والذي يتضمن البنادق القياسية والبنادق القصيرة. تستعمل خرطوشة محلية الصنع مقاس 5.8×42 مم DBP87.
يتم استخدام النسخة التصديرية QBZ-97، من قِبل العديد من البلدان في جنوب شرق آسيا وجنوب آسيا وشرق إفريقيا.

## التصميم
تستخدم البندقية مواد بوليمرية في بنائها، وتطلق رصاصة عالية السرعة من عيار صغير 5.8×42 مم، وتستخدم تصميم bullpup مماثل لـ SA80 البريطانية، FAMAS الفرنسية، Steyr AUG النمساوية، Vektor CR-21 الجنوب أفريقية وSAR-21 السنغافورية.
يعتبر تصميم طراز-95 جديدًا تمامًا ولا يشبه أيًا من التصميمات الصينية السابقة. بفضل الارتداد المنخفض للذخيرة ذات العيار الصغير ونظام مانع الارتداد، يُزعم أن البندقية أكثر قابلية للتحكم في إطلاق النار الآلي، حيث كان الهدف هو تطوير بندقية هجومية تعتمد على عيار 5.8×42 مم، مع مواصفات دقيقة وموثوقة.

## المستخدمون

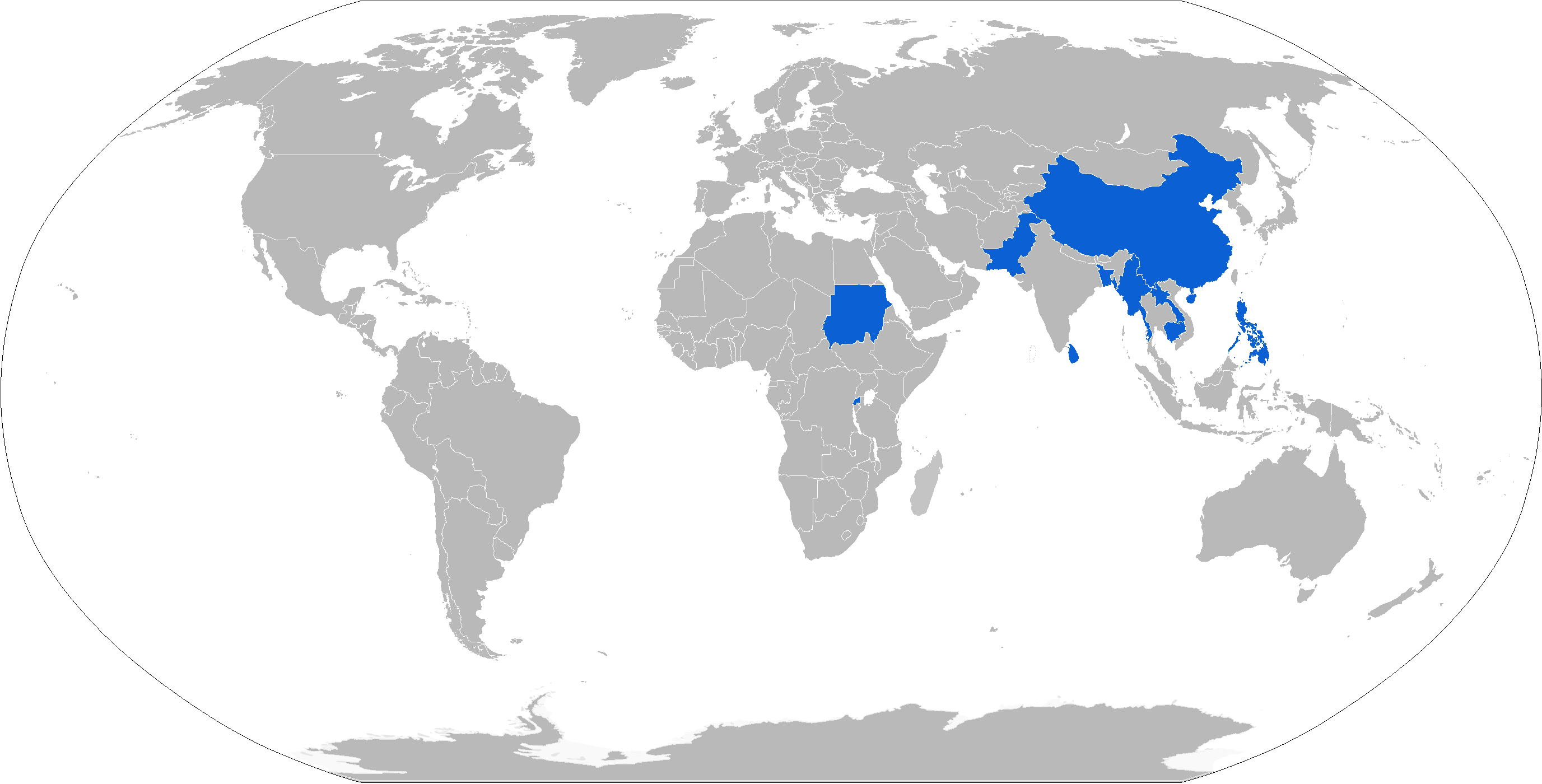
المستخدمون الحاليون لبندقية 95.

- كمبوديا
- الصين
- لاوس
- ميانمار
- باكستان
- الفلبين
- رواندا
- جزر سليمان
- السودان
- فنزويلا

## صور

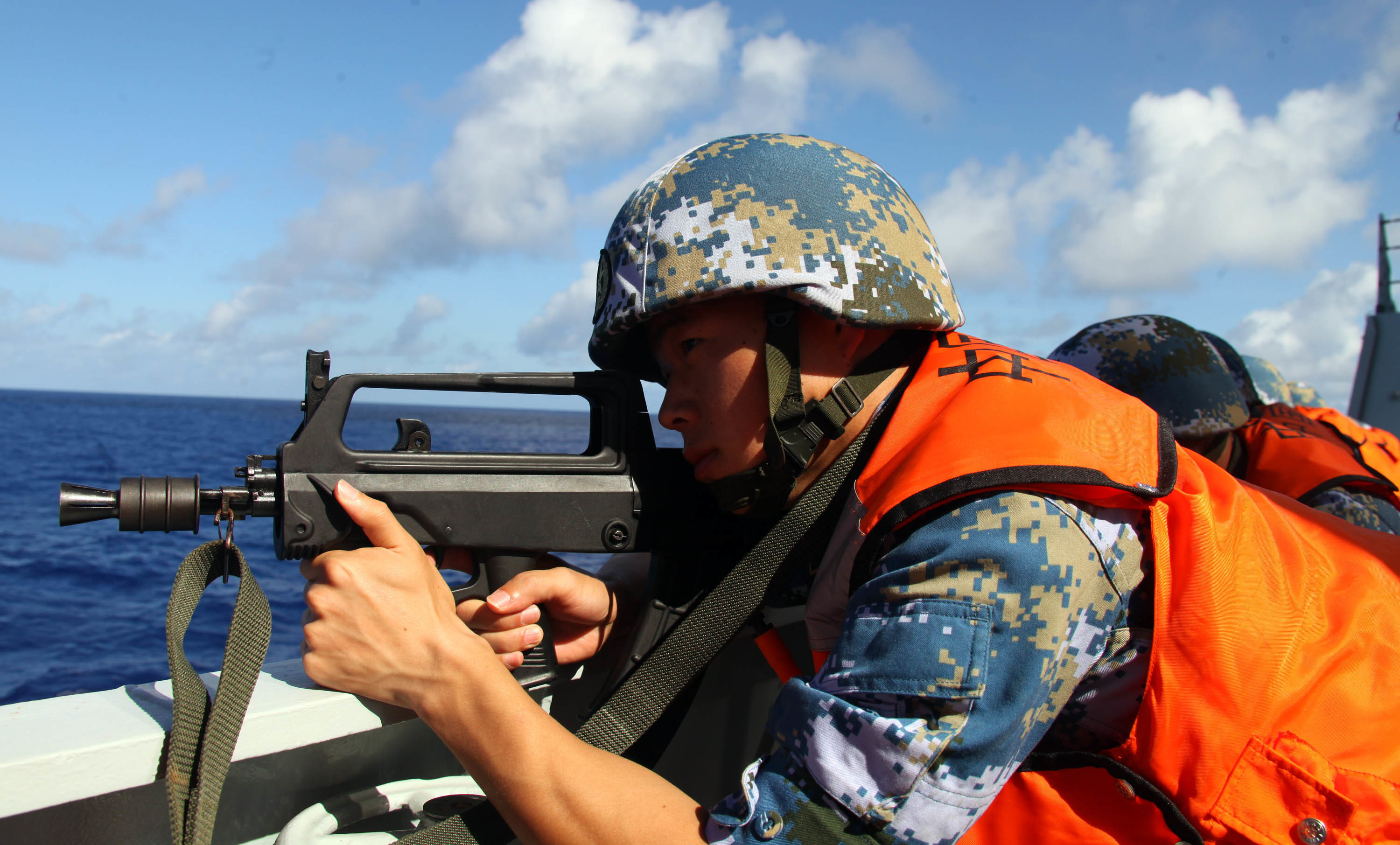
بحار من البحرية الصينية يحمل بندقية قصيرة الماسورة من طراز QBZ-95B خلال مناورة VBSS في RIMPAC
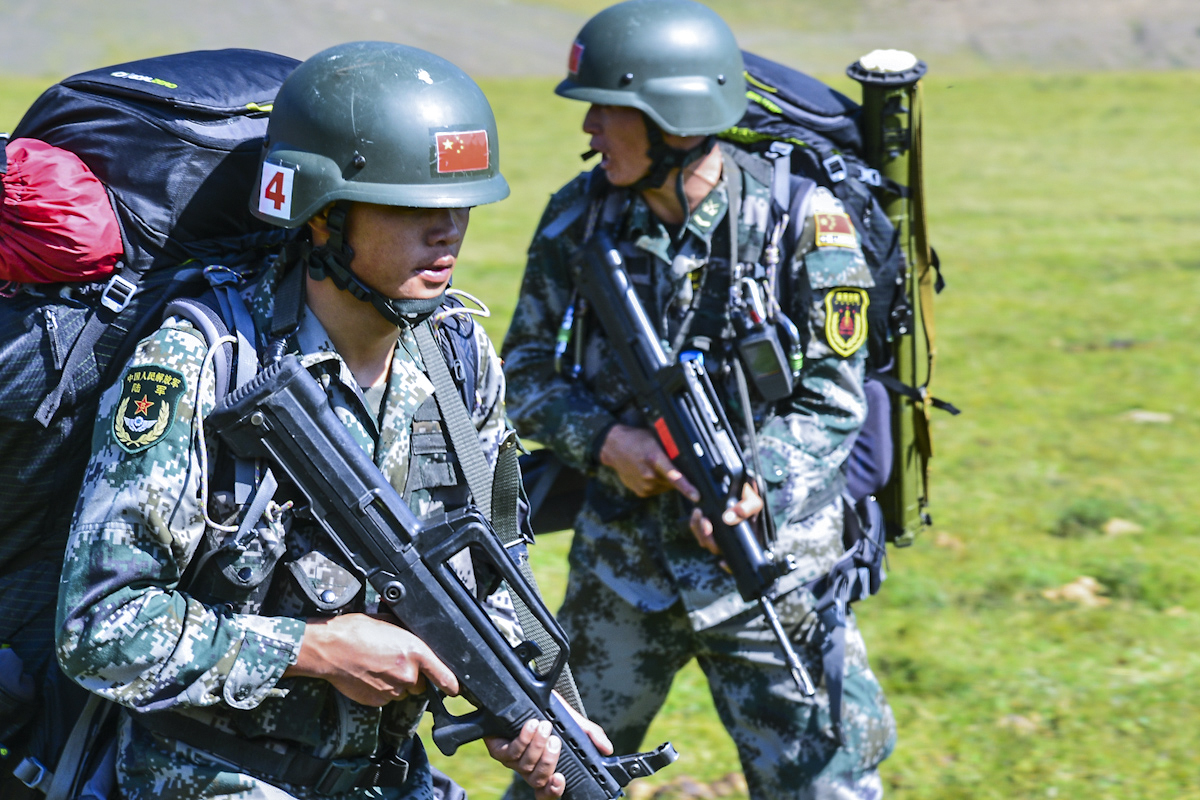
جنديان من جيش التحرير الصيني ببندقية طراز 95 عبر تضاريس جبلية، خلال مسابقة Elbrus Ring الدولية.
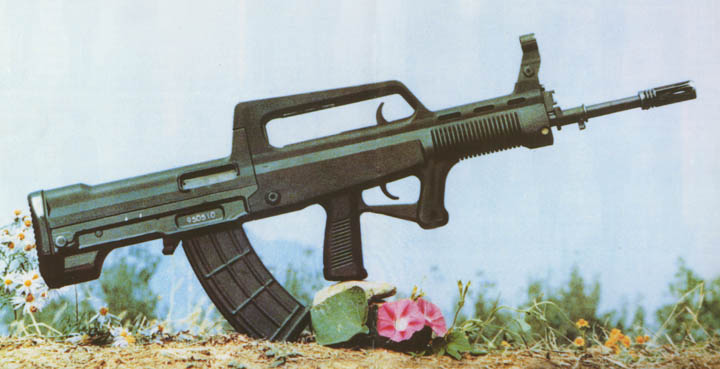
طراز 95 (النسخة الأصلية، لم تعد تُنتج).